# Robbins-Konstante
Die Robbins-Konstante, benannt nach David P. Robbins, ist eine geometrische Konstante, die den erwarteten euklidischen Abstand zweier Punkte des dreidimensionalen Einheitswürfels {\displaystyle [0,1]^{3}\subset \mathbb {R} ^{3}} angibt, die zufällig, unabhängig und gleichverteilt gezogen werden. Die Konstante hat dabei den folgenden Wert:
{\displaystyle {\frac {4+17{\sqrt {2}}-6{\sqrt {3}}-7\pi }{105}}+{\frac {\ln(1+{\sqrt {2}})}{5}}+{\frac {2\ln(2+{\sqrt {3}})}{5}}.}
Ihre Dezimalentwicklung beginnt mit (Folge A073012 in OEIS):
{\displaystyle 0{,}66170718226717623515583\ldots }

## Erläuterung

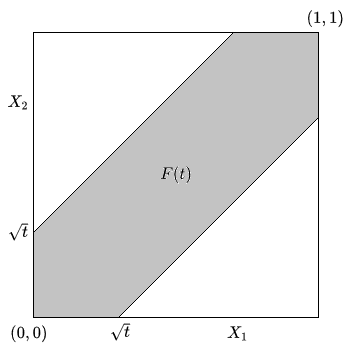
Der graue Bereich besteht aus den Punkten mit, dessen Fläche ist.

Es soll kurz angedeutet werden, warum es hier zu einem derart komplizierten Ausdruck kommt.
Letztlich geht es um das Integral
{\displaystyle \int _{0}^{1}\int _{0}^{1}\int _{0}^{1}\int _{0}^{1}\int _{0}^{1}\int _{0}^{1}{\sqrt {(x_{1}-x_{2})^{2}+(y_{1}-y_{2})^{2}+(z_{1}-z_{2})^{2}}}\mathrm {d} x_{1}\mathrm {d} x_{2}\mathrm {d} y_{1}\mathrm {d} y_{2}\mathrm {d} z_{1}\mathrm {d} z_{2}},
dessen Berechnung mittels wahrscheinlichkeitstheoretischer Ansätze wie folgt durchgeführt werden kann.
Sind {\displaystyle (X_{1},Y_{1},Z_{1})} und {\displaystyle (X_{2},Y_{2},Z_{2})} die zufällig gezogenen Punkte, so muss zur Ermittlung des gesuchten erwarteten Abstandes die Wahrscheinlichkeitsverteilung von {\displaystyle {\sqrt {(X_{1}-X_{2})^{2}+(Y_{1}-Y_{2})^{2}+(Z_{1}-Z_{2})^{2}}}} ermittelt werden. Die Wahrscheinlichkeitsverteilung {\displaystyle F(t):=P(\{(X_{1}-X_{2})^{2}\leq t\})} hat die Form {\displaystyle F(t)=1-(1-{\sqrt {t}})^{2},\quad t\in [0,1]}, wie an nebenstehender Skizze abgelesen werden kann. Die zugehörige Wahrscheinlichkeitsdichte erhält man durch Ableiten: {\displaystyle f(t)={\tfrac {\mathrm {d} F(t)}{\mathrm {d} t}}={\tfrac {1}{\sqrt {t}}}-1}. Die Wahrscheinlichkeitsdichte der Summe {\displaystyle (X_{1}-X_{2})^{2}+(Y_{1}-Y_{2})^{2}+(Z_{1}-Z_{2})^{2}} ist dann die Faltung {\displaystyle f*f*f}, wobei komplizierte Integrale entstehen. Die zugehörige Wahrscheinlichkeitsverteilung {\displaystyle G(t)=\int _{0}^{t}(f*f*f)(s)\mathrm {d} s} beschreibt die Summe der Quadrate der Koordinatendifferenzen, aber wir benötigen die Wurzel aus dieser Summe. Die gesuchte  Wahrscheinlichkeitsverteilung ist daher {\displaystyle H(t)=G(t^{2})} mit zugehöriger Dichte {\displaystyle h(t):={\tfrac {\mathrm {d} G(t^{2})}{\mathrm {d} t}}=2t\cdot (f*f*f)(t^{2})}. Das Integral {\displaystyle \int th(t)\mathrm {d} t} ist schließlich der gesuchte Erwartungswert. Die aufwändigen Rechnungen sind in der unten angegebenen Arbeit mit Maple-Unterstützung ausgeführt, wobei statt des Einheitswürfels der noch kompliziertere Fall eines Quaders behandelt ist.